# Mistrzostwa Europy Centralnej Strongman w Parach 2007
Mistrzostwa Europy Centralnej Strongman w Parach 2007 – doroczne, drużynowe mistrzostwa siłaczy z Europy Centralnej, rozgrywane w zespołach złożonych z dwóch zawodników, reprezentujących ten sam kraj.
Data: 8, 9, 10 czerwca 2007 r.

Miejsce: Trzcianka, Rawicz, Czarnków  Polska
WYNIKI ZAWODÓW:
| Miejsce | Zawodnicy                             | Kraj     | Punkty |
| ------- | ------------------------------------- | -------- | ------ |
| 1.      | Tyberiusz Kowalczyk, Ireneusz Kuraś   | Polska   | 91,5   |
| 2.      | Damian Sierpowski, Michał Szymerowski | Polska   | 81,5   |
| 3.      | Ervin Katona, Radojica Marinković     | Serbia   | 75     |
| 4.      | Tobias Ide, Igor Werner               | Niemcy   | 72     |
| 5.      | Jan Šalata, Jiří Žaloudek             | Czechy   | 63,5   |
| 6.      | Richárd Danis, Tibor Mészáros         | Węgry    | 47,5   |
| 7.      | Lars Hermann, Martin Torker           | Austria  | 40     |
| 8.      | Boris Miloševič, Gregor Stegnar       | Słowenia | 40     |
| 9.      | Gábor Aranyosi, František Oszi        | Słowacja | 23,5   |